# Skår, Kungsbacka kommun
För andra betydelser, se Skår.
Skår är en småort i Gällinge socken i Kungsbacka kommun, Hallands län. 